# Gran Sinagoga de Londres
La Gran Sinagoga de Londres va ser, per segles, la sinagoga Asquenazita i el centre de la vida jueva a Londres. Va ser destruïda en la Segona Guerra Mundial, en el Blitz.

## Història

### Primera Sinagoga
La primera sinagoga Ashkenazi a Londres després del retorn dels jueus a Inglaterrafue construïda prop de 1690 a Duke's Place, al nord de Aldgate.

### Segona Sinagoga
La congregació va créixer, i en 1722 un nou edifici es va erigir finançat per l'home de negocis i filantrop, Moses Hart. Un edifici major, dissenyat per George Dance the Elder, va ser consagrat en 1766.

### Tercera Sinagoga
Entre 1788 i 1790, una tercera Sinagoga va ser construïda en el lloc. Aquest edifici romandria fins a ser destruït per la Luftwaffe en 1941. Estranyament per a aquests temps, la financera principal va ser una dona, Judith Hart Levy, descendent de Moses Hart. L'arquitecte va ser James Spiller. L'edifici va ser dissenyat en estil clàssic per l'arquitecte Adam. Va ser redecorada i refaccionada en 1832 i 1852 per John Walen, sent restaurada novament amb petites innovacions en 1899 i 1930.

### La Reialesa britànica assisteix al culte
Els Reials Ducs de Cambridge (Adolf del Regne Unit), Cumberland (Ernest August I de Hannover), i Sussex (August), fills de Jordi III, van visitar la Gran Sinagoga de Londres el 1809, asseguts en elegants cadires.

### Destrucció
La Sinagoga va ser destruïda en el Blitz de Londres el 10 de maig de 1941.

## Rabins

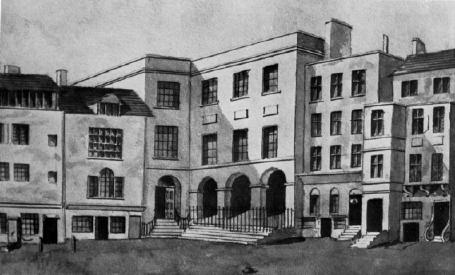
Wash drawing of the Synagogue from Duke's Place, c. 1820

Els rabins de la Gran Sinagoga, i el seu mandat, van incloure:
- Aaron Hart, 1704-1756
- Hart Lió, 1758-1764
- David Tevele Schiff, 1765-1792
- Solomon Hirschell, 1802-1842
- Nathan Marcus Adler, 1845-1890
- Hermann Adler, 1890-1911

## Cantants
Myer Lió va ser Hazzan en la sinagoga de 1767 Durant algun temps va duplicar el seu treball a més com a cantant d'òpera en Covent Garden Theatre sota el nom de 'Michael Leoni'.

## Arts
En 1819 Augusto Charles Pugin i Thomas Rowlandson van dibuixar un aiguatinta a l'interior, publicat originalment en la popular revista il·lustrada de l'època, Ackermann's Repository of Arts. Pugin va dibuixar una bella representació de les columnes jòniques de suport a les balconades i la decoració clàssica de l'edifici. Rowlandson va caricaturitzar als fidels, amb les espatlles encongides i el nas exagerat tradicionalment atribuïts als Jueus.